# Campo Quijano

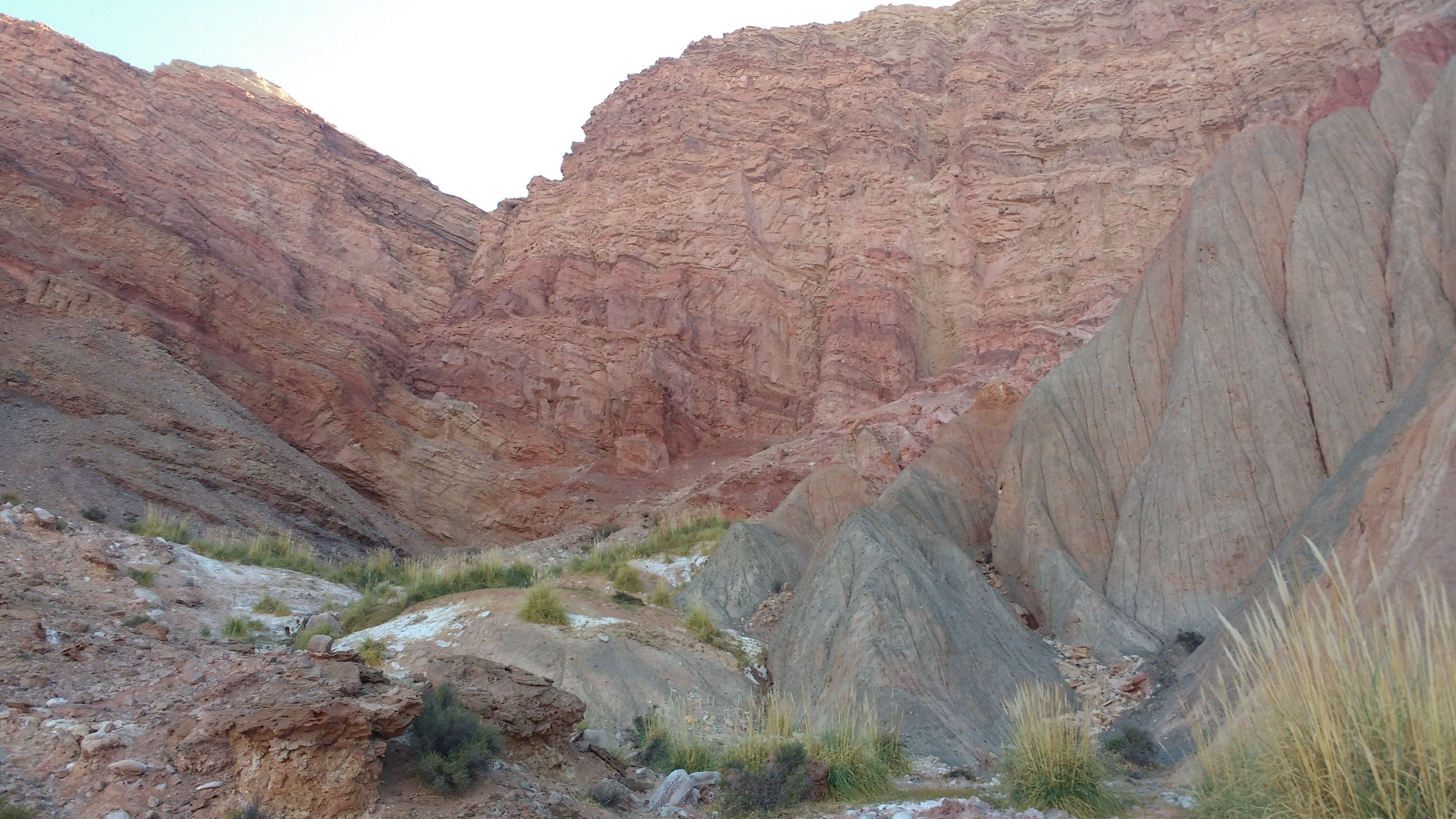
Cerros coloridos y pintorescos en Ingeniero Maury. Dpto. Rosario de Lerma. Municipio Campo Quijano. Salta. Argentina.

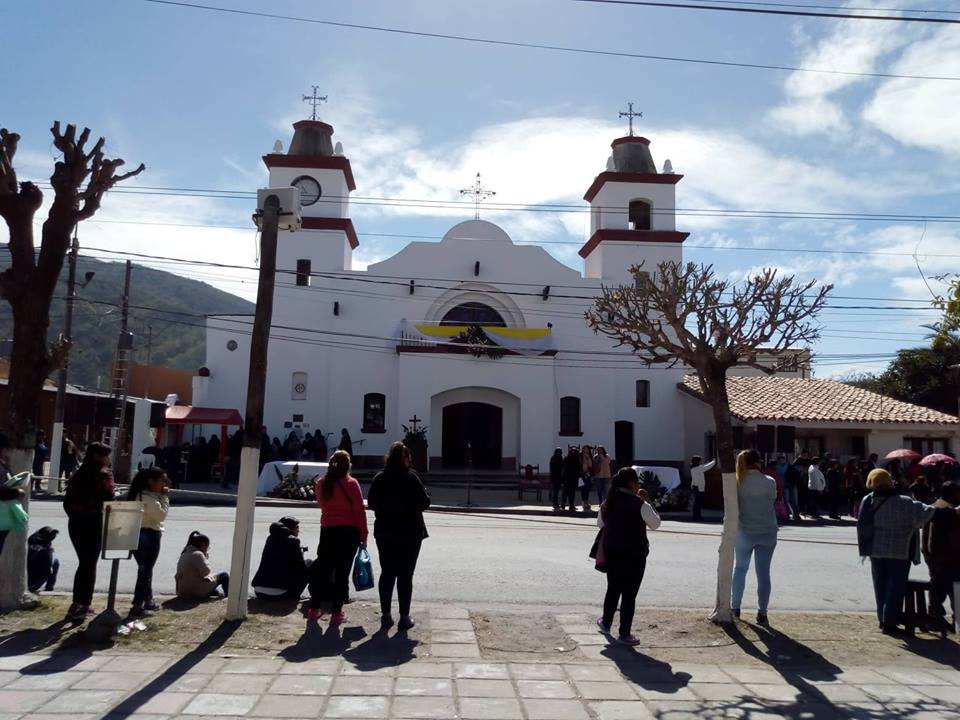
Iglesia Santiago Apóstol. Erigida en el año 1959. La parroquia cuenta con un importante patrimonio arquitectónico.

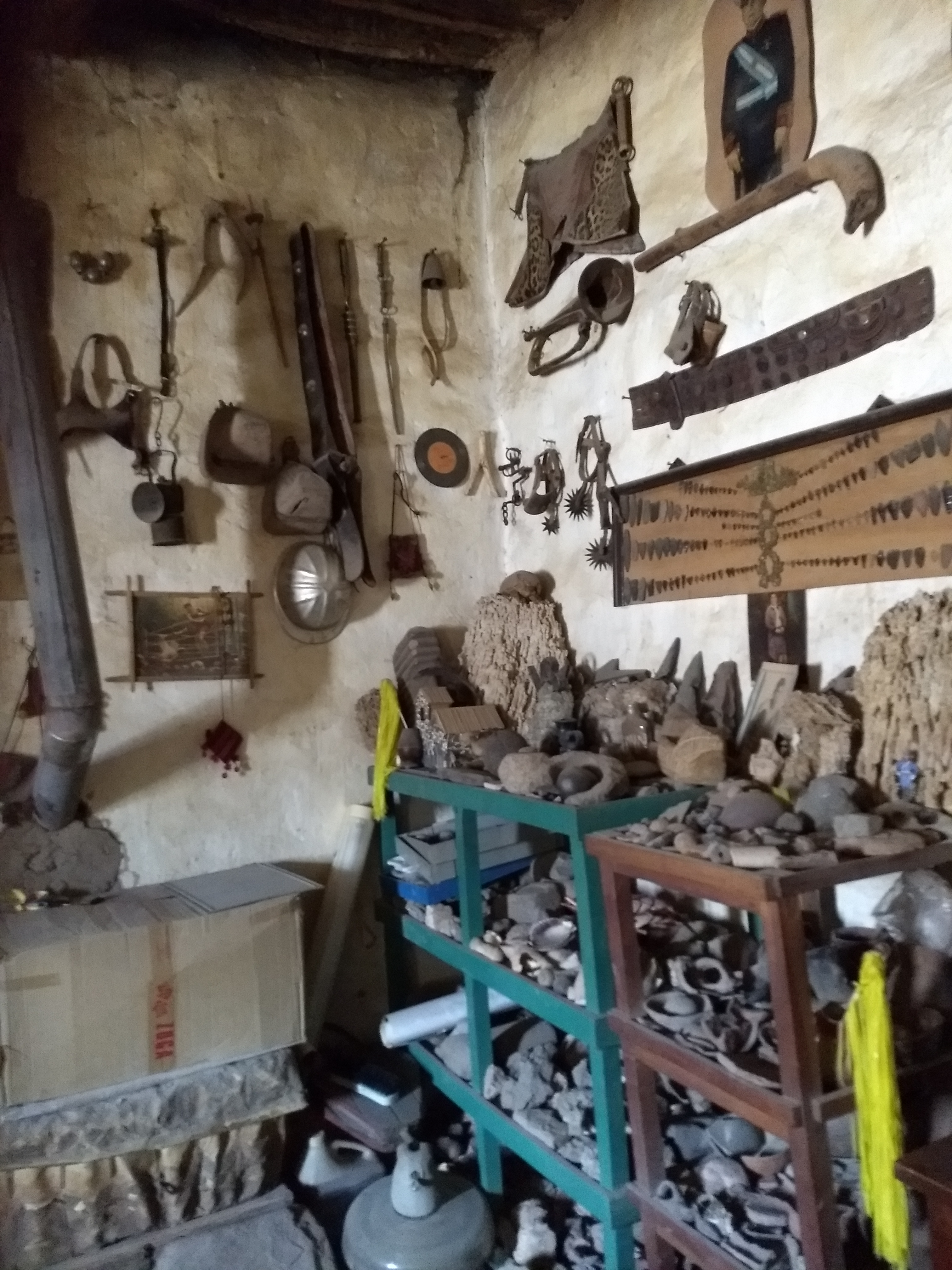
La casa de la familia Barboza tiene un espacio privado de muestra de elementos arqueológicos y rutinarios encontrados en la localidad de Las Cuevas. Salta.

Campo Quijano es una ciudad de la provincia de Salta, ubicada en el departamento Rosario de Lerma, a unos 36 km al oeste de la ciudad de Salta, capital de la provincia. Este municipio es uno de los más grandes de la provincia, abarcando las localidades de La Silleta, Campo Quijano (capital del municipio), Corralito, Río Blanco, Estación Chorillos, Ingeniero Maury, Gobernador Sola, El Alfarcito, Las Cuevas y Santa Rosa de Tastil y alrededores. 
Se encuentra en el valle de Lerma, el acceso más práctico hacia la Puna, lo que le ha valido el nombre de Portal de los Andes; el Tren a las Nubes bordea la ciudad en su recorrido, y un monumento en ella honra la memoria del ingeniero Richard Maury, constructor del tendido ferroviario.
El terreno adyacente es rico y fértil gracias a la humedad concentrada por los vientos de origen norte, que la dotan de un clima tropical serrano. Está arbolado con especies autóctonas como el laurel (Cinamommum porphyria), el ceibo (Erythrina falcata), el nogal criollo (Juglans australis) y el lapacho (Tabebuia impetiginosa).

## Historia del pueblo
La historia de este pueblo comienza en 1694, cuando los señores Pedro y Lucas Arias Rengel cedieron estas tierras al señor Pedro Quijano Velazco, dando el origen al nombre "campos de quijano" o "potreros de quijano".
A fines del siglo XVIII era el paso obligado de los arrieros que llevaban hacienda a Chile.
En 1899 el señor Felix Usandivaras compró estas tierras en la "boca de la Quebrada del Toro", siendo años más tarde en 1921 cuando comienza la construcción del ferrocarril Ramal C14.

## Economía
Las tierras de esta localidad son exclusivamente fértiles, dado que la actividad agrícola es muy frecuente, se aprecian plantaciones de Tabaco y Chacras  en la región de la puna quijaneña se practica la plantación de comino, choclo capia, papa andina, pimiento para fabricar pimentón, Etc.
Tiene una importante actividad ganadera, a 5 km del pueblo se encuentra la fábrica de Dulce de Leche Campo Quijano, uno de los más importantes productores a nivel nacional.

## Población
Contaba con 7274 habitantes (Indec, 2001), lo que representa un incremento del 42% frente a los 5125 habitantes (Indec, 1991) del censo anterior.

## Turismo
En las cercanías se encuentra el dique Las Lomitas y el paisaje del Río Arenales en El Encón. A la entrada de la Quebrada del Toro se encuentra el Río Blanco, luego se encuentran los majestuosos paisajes de la puna, el viaducto que la cruza, y el yacimiento arqueológico de Santa Rosa de Tastil.
Encontramos Doña Cleme, uno de los mejores restaurantes de comida regional de la región, también, una feria de platos y artesanías los días domingos.
En el pueblo también se encuentra un monumento en honor  para los héroes  de Malvinas fallecidos en la guerra de Malvinas en el año 1982, este fue construido en el 2011.

## Río Blanco
Río Blanco, es una antigua villa veraniega a 3 kilómetros del pueblo de Campo Quijano, ubicada en la boca de la quebrada del toro.
Esta villa está abierta a todo público, con sus cerros majestuosos, sus antiguas casas y su principal atracción, la antigua capilla gótica, Nuestra Señora del Rosario, construida por el General Ricardo Solá en el año 1914.

## Arte
En el tema de artesanías el pueblo ofrece una feria de artesanos los días domingos, y en los parajes de la puna se encuentran pequeños negocios de artesanías y tejidos. también se encuentra una casa ecológica "la moradita" en el extremo del pueblo.
En el ámbito musical se encuentra la cantante folclorista femenina nacida en el pueblo Marina Cornejo, participante del certamen PreCosquin.

## Tradición
El día 9 de julio de cada año, se celebra en Campo Quijano se celebra un desfile en honor a la patria y al pueblo, donde más de 100 fortines de gauchos de la región participan, siendo de los más importantes. También se destaca otro desfile para el día del santo patrono de Quijano, Santiago Apóstol el día 25 de julio.
En las épocas de carnaval cabe destacar los importantes corsos que se practican en el pueblo, siendo un encuentro de toda la región, con participación de todo el valle de lerma.
Es muy importante para los folkloristas la carpa del torito,donde se juntan los mejores músicos salamanqueros, cerca del dique Las lomitas, con la participación del Torito Antonio, bandoneonista destacados,en la región del valle de Lerma ,Jujuy y Bs As en Laferrere y Rafael Castillo.
En la carpa del Mono Yonar se destacan los conjuntos carperos como Wanabara del Pato, y Karioma del Chino de Campo Quijano, con más de 50 años el primero y 30 años el grupo oriundo del pueblo del portal de Los Andes.

En el paraje el alfarcito, a 5 kilómetros del pueblo se celebra el festival de la papa andina, siendo un encuentro cultural y gastronómico de toda la región pumeña y vallista.